# Безмен

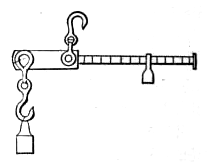
Безмен XIX века

Безме́н — простейшие рычажные весы. Русский безмен (контарь, кантарь) — металлический стержень с постоянным грузом на одном конце и крючком или чашкой для взвешиваемого предмета на другом. Уравновешивают безмен перемещением вдоль стержня второго крючка обоймы или петли, служащих опорой стержня безмена. На римском безмене передвигается гиря, а положение точек опоры и привеса остаётся постоянным. Отсчёт ведётся по нанесённой на стержень шкале.
«Ввиду несовершенства безмена и возможности злоупотреблений» применение безмена в торговле в СССР было запрещено, как запрещено и сейчас на территории РФ.

## Этимология
Этимология слова «безмен» точно не ясна. По мнению Фасмера, наиболее обоснованны версии Рясянена о происхождении от чувашского *viśmen (чув. виç- — «мерить») и Корша о происхождении от арабско-турецкого väznä — «весы», на которые могло повлиять вторичное сближение с bez měny ст.‑слав. безъ мѣны. Предположения о заимствовании швед. bismare представляются ошибочными.